# Sergei Sirowitsch Kawagoe
Sergei Sirowitsch Kawagoe (russisch Сергей Сирович Кавагоэ, wiss. Transliteration Sergej Sirovič Kavagoè; * 25. Juni 1953 in Moskau; † 3. September 2008 Toronto, Kanada) war ein sowjetischer Rockmusiker japanischer Abstammung. Größere Bekanntheit erlangte er als Keyboarder und Schlagzeuger der Rockgruppen Maschina Wremeni,  Woskresenije und Nautilus.

## Leben

### Familie und Schulzeit
Kawagoe wurde am 25. Juni 1953 als Sohn des Übersetzers Siro Kawagoe geboren. Sein Vater hatte bis zu seiner Einberufung in das japanische Heer Philologie und Deutsch studiert. Er geriet 1945 in sowjetische Gefangenschaft, nachdem er als Parlamentär die Kapitulation der japanischen Kwantung-Armee überbracht hatte. Nach seiner Entlassung in den 1950er Jahren verblieb er in der Sowjetunion, behielt jedoch zeitlebens seine japanische Staatsbürgerschaft. Er arbeitete in der japanischen Botschaft in Moskau und war der Autor des neuen russisch-japanischen Sprachführers. Aufgrund seiner familiären Beziehungen nach Japan konnte der moderne Instrumente beschaffen, die den Sound der Rockgruppe „Maschina Wremeni“ nachhaltig prägten.
Kawagoe besuchte in Moskau eine Schule mit englischsprachiger Ausrichtung. Während seiner Schulzeit wurde er Mitglied der Schülerband „Djuraponowskije parowiki“.

### Maschina Wremeni
1969 lernte er über seinen Freund Jri Borsow Andrei Makarewitsch kennen. Sein Vater konnte aus Japan eine Ace Tone-Orgel beschaffen, worauf Makarewitsch und Kawagoe die Schülerband „Time Machines“, später geändert zu „Maschina Wremeni“, auf die Beine stellten. Die Band erlangte schnelle lokale Berühmtheit. In den nächsten zehn Jahren gewann die Band unionsweite Popularität, verblieb jedoch aufgrund der restriktiven Kulturpolitik der Sowjetunion stets im Untergrund. Die Besetzung der Gruppe wechselte häufig, Makarewitsch und Kawagoe blieben die einzigen Konstanten. Neben den Tasteninstrumenten versorgte Kawagoe die Band auch mit Elektrogitarren aus Japan. Kawagoe erwies sich dabei als vielseitiger Musiker, er ersetzte zeitweise den Bassgitarristen und wechselte schließlich zum Schlagzeug.
In der ersten Hälfte der 1970er Jahre versuchte Kawagoe mehrmals ein Studium an der Lomonossow-Universität Moskau zu beginnen, brach jedoch jedes Mal das Studium nach kurzer Zeit wieder ab.
In der zweiten Hälfte der 1970er Jahre kam es zunehmend zu Differenzen innerhalb der Gruppe, die sich schließlich aufgrund der Meinungsverschiedenheiten zwischen Kawagoe und Makarewitsch 1979 auflöste.

### Woskresenije
Unmittelbar nach der Trennung stellte Kawagoe mit Jewgeni Margulis, Alexei Romanow und Makarewitsch die Band „Woskresenije“ auf. Margulis kam ebenso wie Makarewitsch von „Maschina Wremeni“. Auch Romanow hatte früher bei Maschina Wremeni gespielt, die Band jedoch 1975 verlassen und zusammen mit Makarewitsch die Band „Опасная зона“ (deutsch „Gefahrenzone“) gegründet, die sich 1976 in „Кузнецкий мост“ (deutsch: „Kusnetzki-Brücke“) umbenannte. Neben seinen Rollen als Schlagzeuger und anfänglich Keyboarder wurde Kawagoe faktisch Produzent der Gruppe. Aufgrund der Vorgeschichte ihrer Mitglieder galt Woskresenije als sowjetische Supergroup, löste sich jedoch 1982 schon wieder auf.

### Nautilus
Kawagoe gründete daraufhin 1982 „Nautilus“. Es gelang ihm, Margilus zur Mitarbeit zu gewinnen. Nach Aufnahme einer Schallplatte – die allerdings nicht veröffentlicht werden konnte – zerfiel die Band jedoch sehr schnell, da Margilus seit 1982 mit einem Auftrittsverbot belegt war. Auch eine Wiederbelebung 1985 war nur von kurzer Dauer, diesmal aufgrund der Konkurrenz zu Nautilus Pompilius. 1986 wurde die Band endgültig aufgelöst.

### Aerobus
Von 1983 bis 1984 spielte Kawagoe zusammen mit Margilus bei Aerobus, der Begleitband von Juri Antonow, danach in einem Romaorchester.

### Leben in Japan und Kanada
Kawagoe gab 1989 die Musik vollständig auf und siedelte 1993 zu Verwandten nach Japan über, wo er russische Sprache unterrichtete. Die Anstellung am Institut für russische Sprache fand er jedoch nicht sofort, so dass er zunächst seinen Lebensunterhalt als Verkäufer von CDs bestreiten musste. In den letzten zwei Jahren verband er die Anstellung am Institut mit einer Arbeit beim Hörfunk. Die Erlangung einer dauerhaften Aufenthaltserlaubnis in Japan zog sich jedoch hin. Die Abkühlung der russisch-japanischen Beziehungen führte zu einem Rückgang der Zahl der Studenten, die die russische Sprache lernten. Angesichts der Probleme, seinen Lebensunterhalt zu bestreiten, beschloss Kawagoe mit seiner Familie nach Kanada auszuwandern.
In Kanada konnte Kawagoe jedoch keine Arbeit finden. In der Nacht zum 3. September 2008 starb er im Badezimmer seiner Wohnung. Die Todesursache war eine akute Herzinsuffizienz aufgrund einer Thromboembolie.
Kawagoe war zweimal verheiratet. Er hinterließ zwei Söhne.

## Erinnerung
Sein Bandkollege Jewgeni Margilus hat ihm das Lied рок-н-ролл, deutsch Rock'n'Roll gewidmet, In seinem Lied Сакура, катана, сакэ, das er in der Zeit der Band Schanghai schrieb, erinnert Margulis ebenfalls an Sergei Kawagoe.

## Diskographie
- 1969: Time Machines, nicht veröffentlicht
- 1971–1974 Записи „Машины времени“ в Государственном доме радиовещания и звукозаписи (Sapissi „Maschiny wremeni“ w Gossudarstwennom dome radioweschtschanija i swukosapissi, dt. „Aufnahmen aus dem Staatlichen Haus des Rundfunks“ mit „Maschina Wremeni“), nicht veröffentlicht
- 1975 —Запись «Машины времени» для программы «Музыкальный киоск» (Sapis «Maschiny wremeni» dlja programmy «Musykalny kiosk», dt. Aufnahme für das Programm „Musilaklischer Kiosk“), nicht veröffentlicht
- 1978: Это было так давно (Eto bylo tak dawno, dt. „Das ist so lange her“)
- 1979: Воскресение 1 (Woskressenije 1, mit Woskresenije)
- 1984: Наутилус (Nautilus mit Nautilus)
- 1995: До свидания, друг! (Do swidanija, drug!, dt. „Auf Wiedersehen, Freund!“ mit Schanghai)
- 1996: Неизданное (Neisdannoje, dt. „Unveröffentlicht“; Raritäten aus den 1980ern)

## Filme
- 1975: Laßt das mal Afonja machen  (Афоня)
- 1976: Schest pissem o bite (Шесть писем о бите)